# NGC 6542
NGC 6542 (другие обозначения — UGC 11092, IRAS17591+6121, MCG 10-25-126, ZWG 301.9, ZWG 300.103, KAZ 177, KUG 1759+613, PGC 61239) — галактика в созвездии Дракон.
Этот объект входит в число перечисленных в оригинальной редакции «Нового общего каталога».